# Dの食卓2
『Dの食卓2』（ディーのしょくたく ツー、D2）は、株式会社ワープが開発し、1999年12月23日に発売されたドリームキャスト用ゲームソフト。

## 概要
本作は『Dの食卓』の続編として発表されたが、内容はまったく別物と言っても良いほど変わっている。タイトルロゴやパッケージ、宣伝活動に使われた広告でも正式名称の「Dの食卓2」よりも「D2」と呼ぶ場合が多い。
制作発表として1998年5月23日に東京国際フォーラム（5000人×2回）と全国4ヵ所の会場（大阪日本橋など）に中継を行っている。これに先立ち、セガに対して制作発表のため次世代機の公開を要望し、1998年5月21日、22日の新聞発表にてドリームキャストの開発と発売時期を公開した。

## ゲーム内容
プレイヤーは「ローラ・パートン」となり、真冬のカナダを散策し、雪原からの脱出を試みる。
建物の中を『Dの食卓』のように決められたポイントを歩いて探索する「アドベンチャーパート」と、外に出ている間は歩いていると怪物とエンカウントし、手持ちの銃器で応戦して戦う「ガンシューティングパート」に分かれている。このガンシューティングパートで勝利し経験値を得るとレベルが上がる。
体力の回復は要所にあるベッドで眠るか、回復スプレーを使ったり、普通の動物をハントして得た肉を食べる事で回復する。体力バーは炎の揺らめきで表現されており、ダメージを受けるごとに次第に弱まって、消えると死んでしまう。
ゲーム途中で現れる怪物はすべて人間がモンスターに変化したもので、モンスター化することを「咲く」と表現する。道中では「咲いていない人間」とも出会う事があり、また「咲いていない」と思っていた人間も突然「咲き始めて」プレイヤーに襲い掛かってくる。

## ストーリー
2000年12月25日、カナダ上空を航行している飛行機の中で、ノートパソコンで文書を書いていた女性、ローラ・パートンが思わず居眠りをしてしまっていた。キーの押しっぱなしで画面に大量に表示される「d」の文字。周りの席にはぐっすりと眠りこける男性、物思いにふける黒人女性や熊のぬいぐるみを持った女の子、そして黒装束に身を包み、怪しげな呪文を唱えている老人。
眼が覚めた拍子に母親の形見のコンパクトを落としてしまったローラだが、隣の席に座っていた白人男性がそれを拾い上げてくれる。男性がローラにコンパクトを渡そうとした瞬間、ハイジャックが発生。混乱に陥る機内の中、先ほどの男性が隠し持っていたピストルを取り出し、テロリストに応戦しようと試みる。
その時、コンパクトが突然光り始め、何かを察知した男性がローラをかばうように飛びつくと同時に、隕石が飛行機に命中、雪原の中へと墜落してしまう。

## 登場人物
ローラ・パートン
声 - 駒塚由衣
前作「Dの食卓」のローラ・ハリス、「エネミー・ゼロ」のローラ・ルイスと同名の主人公。墜落事故の生存者で、記憶を失っている。
キンバリー・フォックス
声 - 幸田直子
墜落事故の生存者。詩人。ローラを介抱し、常に行動を共にする。
デイビット・ブレナー
声 - 大塚明夫
墜落事故の生存者。FBI捜査官。
パーカー・ジャクソン
声 - 山野井仁
墜落事故の生存者。CETI（地球外知的生命体生物調査機関）のメンバー。
ジェニー
声 - 小桜エツ子
墜落事故の生存者。少女。
ジョン
声 - 大塚芳忠
謎の薬を服用している科学者風の男。
ケニー
声 - 山野史人
デイビットの父。
リンダ
声 - 麻生美代子
ケニーの妻。
ラリー・デヴェルー
声 - 荒川太郎
テロリスト。劇中で一番最初に咲き、ローラとキンバリーを襲う。
クリフ
声 - 中井和哉
テロリスト。墜落事故後も生存していたが、何者かに殺害される。
ノレックス・ゲオルギータ
声 - ケン・サンダース
黒魔術師。
ジェニーの祖父
声 - 永井一郎
ローラと出会った際には既に咲いており、車で彼女を襲撃する。
スチュワーデス
声 - 一木美名子
ローラと出会った際には既に咲いており、飛行機内で彼女を襲撃する。
ルーシー・パートン
声 - 榊原良子
ローラの母。
グレートマザー
声 - 北浜晴子

マーサ
声 -

トム
声 - 野島健児

司祭
声 - 藤本譲

## 評判
当時、飯野賢治が満を持して公開した作品として、多くの注目を集めた。
映像表現では1999年当時、敵対ハードとなるPlayStation 2発売直前だったこともあり、プリレンダリングのムービーシーンを含め、実際のゲーム画面でも当時最高峰のレベルだった。特に無数の雪の一つ一つがランダムで落ちてくるにもかかわらず処理落ちしない事や、当時のゲームではあまり用いられなかったモーフィング、モーションブラー、シェイプ、パーティクル、フィジークといった特殊なエフェクトが多数使われていた。
この作品ののち、2000年に株式会社ワープは株式会社SuperWarpへと商号変更を行った。

## M2版
『Dの食卓2』の最初の製作発表では、3DOの後継機として発表された3DO M2のキラータイトルとして供給されるはずであった。
しかしM2が発売中止となり『M2版 Dの食卓2』の製作も中止となった。
内容はドリームキャスト版とは全く違うものであったようであり、2019年にはアメリカのシカゴ出身のコレクターによりデモプログラムの一部が公開された。
飯野はGameFanのインタビューで、この物語はトランシルバニア王の息子を切望しているというものだと言う。またデモプログラム映像で、トランシルバニアのヴラド・ツェペシュらしき人物が映っている。
M2版のゲーム内容は、ヨーロッパが舞台で、ルーマニア行きの飛行機が謎の超自然的な力によって攻撃を受け飛行機が墜落し、飛行機に乗っていた、妊娠中のローラが死亡する事になっていた。トランシルバニア王の妻が死ぬと、王は悪魔に自分の魂と引き換えに息子を与えるように頼み、悪魔が、死ぬ前のローラの子宮から胎児を取出し持ち去り、中世のトランシルバニアにワープし、ローラの胎児は、大きな城に閉じ込められ、息子のために悪魔に魂を売った王の子となる。プレイヤーは青年になったローラの息子となり、王の養父を救うため、悪魔と戦いながら、巨大な城から脱出すると言うストーリー内容で、リアルタイムによる謎解きのパズル要素と戦闘の両方で構成されたゲーム内容であった。

## 備考
エンディング後にドリームキャスト内の現在時刻が表示されるが、それがちょうど2001年を迎えると「A Happy New Century」と表示される。また、DC版『リアルサウンド 〜風のリグレット』に同梱されたおまけディスク『D2-Shock』で収録されているスペシャルデータをビジュアルメモリー（以下：VM）にセーブするとM2版『Dの食卓2』のオープニングムービーを観覧でき、VMにセーブされている1周目クリアーデータを使って2周目以降を始める場合、3DO専用ソフト『宇宙生物フロポン君』のフロポンや『突撃機関メガダす!!』のテレビーンなどのキャラクターが登場する。